# Gyeongsu
Gyeongsu, var en koreansk regent. 
Hon var gift med Gyeongdeok av Silla och mor till  Hyegong av Silla. Hon var Koreas regent under sin sons minderårighet 765-780. 